# 暗星雲表
這是暗星雲（吸收星雲）的清單，也稱為“暗雲”。

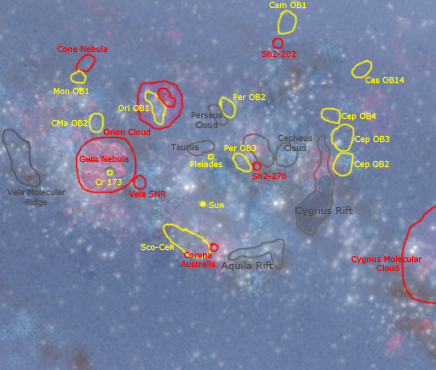
獵戶座的特寫。在本地泡 附近的星協和移動星群列表中主要的星協（黃色），星雲（紅色）和暗星雲（灰色]）。

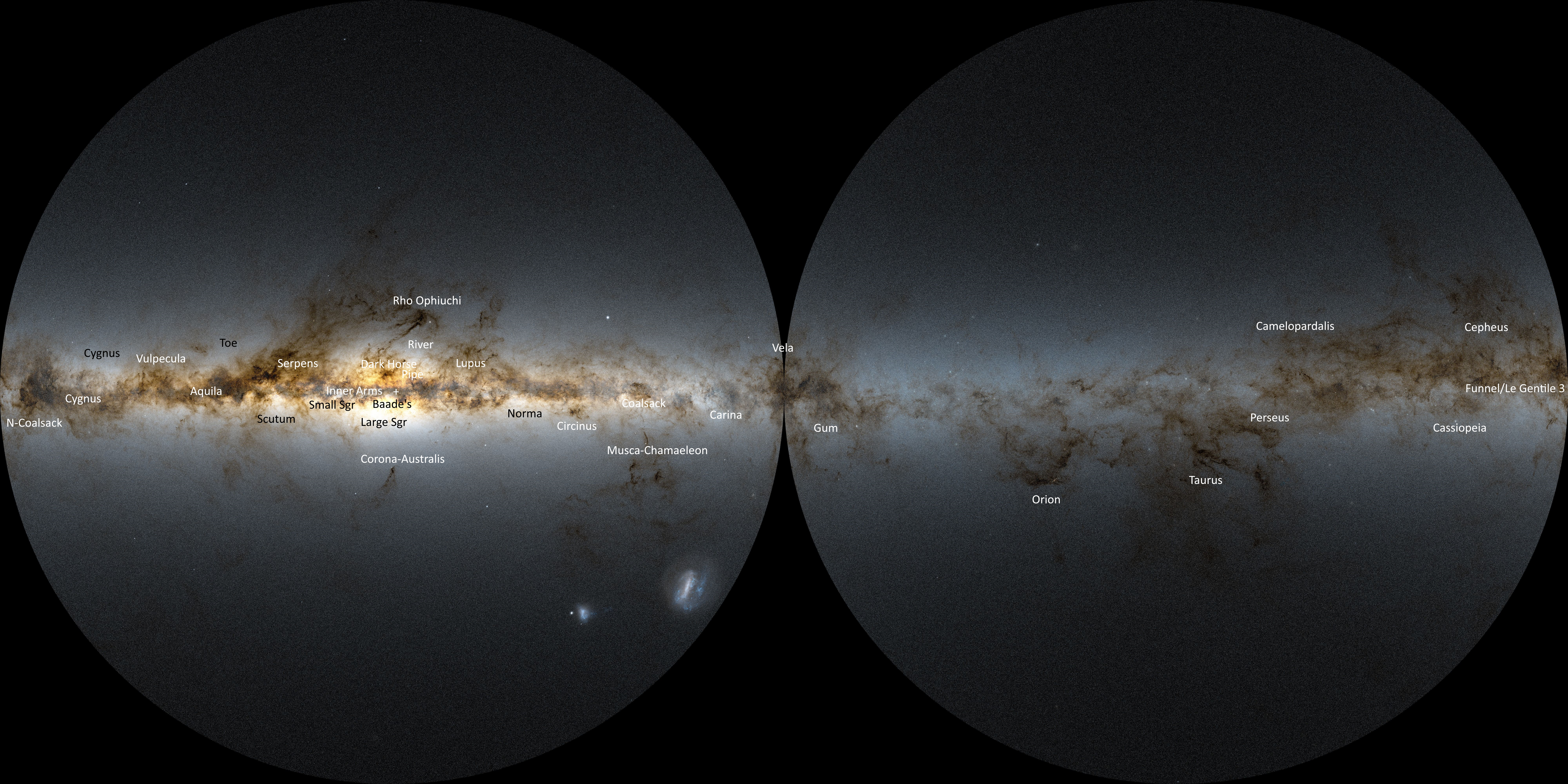
蓋亞看到的銀河系，明顯的黑色特徵標記為白色，以及突出的恆星雲標記為黑色。

## 清單
- E星雲（巴納德142和143）
- 巴納德 68，可能是離地球最近的，大約400光年。
- 伯恩斯157（桑德奎斯特和林德魯斯，SL 39-41），另一個南冕座分子雲內的暗星雲，其中包括NGC 6729

## 已命名的吸收星雲
另請參閱暗雲星座中對其它文化名稱的引用：
- 煤袋星雲
- 錐狀星雲
- 暗飾帶星雲
- 黑馬星雲
- 馬頭星雲（巴納德33）

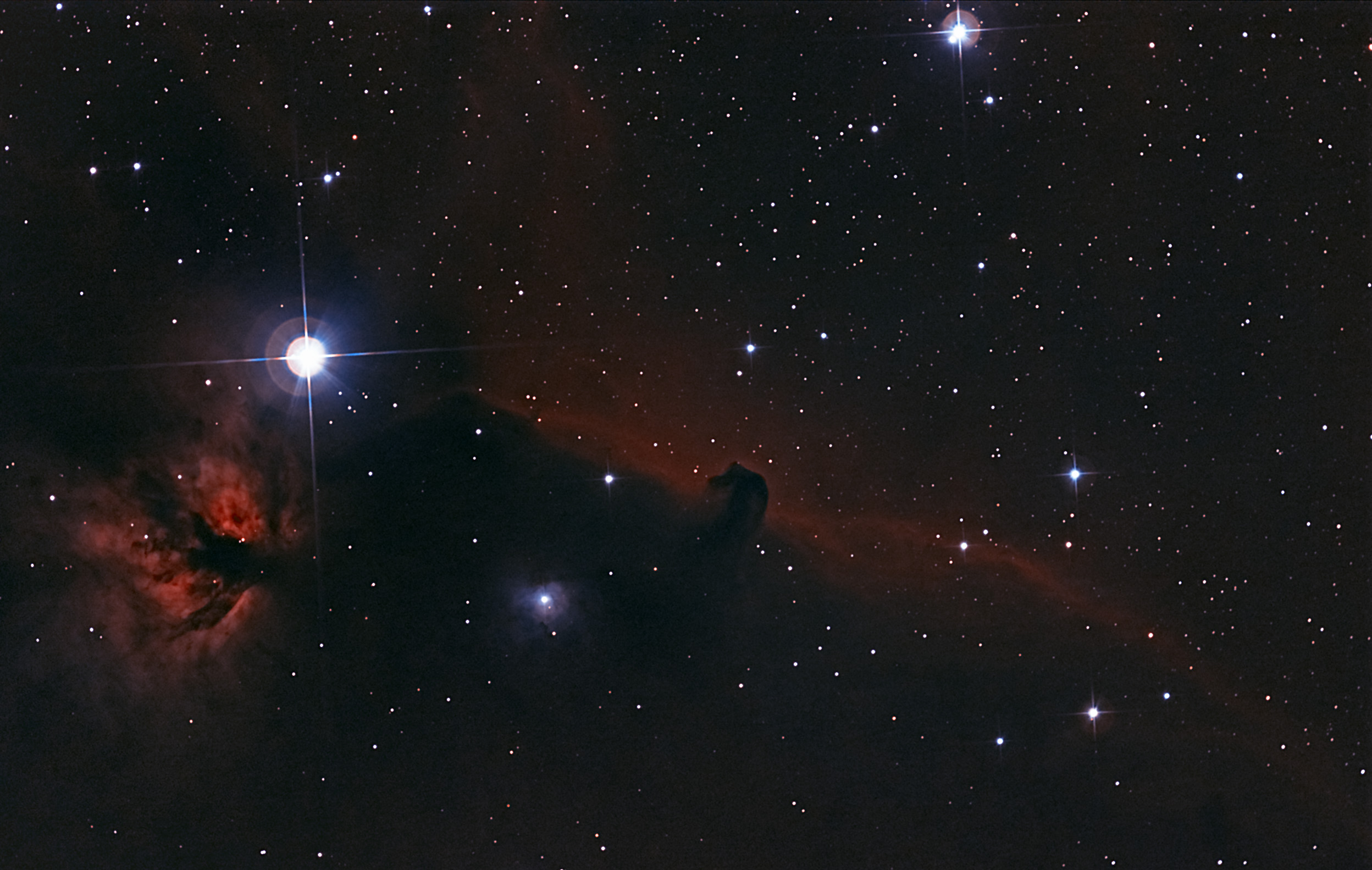
馬頭星雲

- 菸斗星雲（參見黑馬星雲，包括巴納德59、巴納德77和巴納德78）
- 蛇幢星雲（參見黑馬星雲）
- 鑰匙孔星雲

## 巴納德天體
- 巴納德 1
- 巴納德 3
- 巴納德 5
- 巴納德 6
- 巴納德 7
- 巴納德 8
- 巴納德 11
- 巴納德 12
- 巴納德 13
- 巴納德 14
- 巴納德 15
- 巴納德 18
- 巴納德 20
- 巴納德 21
- 巴納德 24
- 巴納德 25
- 巴納德 28
- 巴納德30
- 巴納德 32
- 巴納德33
- 巴納德 34
- 巴納德 35
- 巴納德 35
- 巴納德 36
- 巴納德 37
- 巴納德 40
- 巴納德 41
- 巴納德 42
- 巴納德 43
- 巴納德 44
- 巴納德 45
- 巴納德 51
- 巴納德 62
- 巴納德 63
- 巴納德 64
- 巴納德67
- 巴納德 68
- 巴納德 72
- 巴納德 75
- 巴納德 80
- 巴納德 81
- 巴納德 84
- 巴納德 84
- 巴納德 85，三裂星雲的黑暗部分
- 巴納德 86
- 巴納德 87
- 巴納德 88，礁湖星雲 的黑暗部分
- 巴納德 90
- 巴納德 92
- 巴納德 93
- 巴納德 94
- 巴納德 95
- 巴納德 95
- 巴納德 97
- 巴納德 100
- 巴納德 103
- 巴納德 104
- 巴納德 107
- 巴納德 108
- 巴納德 108
- 巴納德 109
- 巴納德 112
- 巴納德 113
- 巴納德 116
- 巴納德 119
- 巴納德 126
- 巴納德 128
- 巴納德 130
- 巴納德 133
- 巴納德 136
- 巴納德 138
- 巴納德 140
- 巴納德 141
- 巴納德 142
- 巴納德 143
- 巴納德 144
- 巴納德 145
- 巴納德 150
- 巴納德 152
- 巴納德 153
- 巴納德 155
- 巴納德 157
- 巴納德 159
- 巴納德 163
- 巴納德 164
- 巴納德 168
- 巴納德 168
- 巴納德 169
- 巴納德 171
- 巴納德 175
- 巴納德 202
- 巴納德 203
- 巴納德 210
- 巴納德 219
- 巴納德 223
- 巴納德 225
- 巴納德 229
- 巴納德 230
- 巴納德 234
- 巴納德 241
- 巴納德 243
- 巴納德 244
- 巴納德 245
- 巴納德 246
- 巴納德 250
- 巴納德 251
- 巴納德 252
- 巴納德 254
- 巴納德 256
- 巴納德 257
- 巴納德 259
- 巴納德 261
- 巴納德 265
- 巴納德 266
- 巴納德 268
- 巴納德 270
- 巴納德 272
- 巴納德 275
- 巴納德 276
- 巴納德 277
- 巴納德 279
- 巴納德 280
- 巴納德 281
- 巴納德 287
- 巴納德 297
- 巴納德 303
- 巴納德 308
- 巴納德 310
- 巴納德 312
- 巴納德 312
- 巴納德 314
- 巴納德 320
- 巴納德 321
- 巴納德 326
- 巴納德 327
- 巴納德 330
- 巴納德 331
- 巴納德 333
- 巴納德 337
- 巴納德 338
- 巴納德 339
- 巴納德 341
- 巴納德 343
- 巴納德 344
- 巴納德 346
- 巴納德 346
- 巴納德 347
- 巴納德 352
- 巴納德 354
- 巴納德 356
- 巴納德 357
- 巴納德 361
- 巴納德 363
- 巴納德 365
- 巴納德 366

## 外部連結
- East Valley Astronomical Society Barnard Dark Nebulae Observing Program （页面存档备份，存于）
- Barnard's Catalog